# Centrophorus
Centrophorus is een geslacht van kraakbeenvissen uit de familie van de zwelghaaien en snavelhaaien (Centrophoridae).

## Soorten
- Centrophorus atromarginatus Garman, 1913 – Dwergzwelghaai
- Centrophorus granulosus (Bloch & Schneider, 1801) – Ruwe zwelghaai
- Centrophorus harrissoni McCulloch, 1915 – Langsnuitzwelghaai
- Centrophorus isodon (Chu, Meng & Liu, 1981) – Zwartvinzwelghaai
- Centrophorus lesliei (White, Ebert & Naylor, 2017)
- Centrophorus longipinnis (White, Ebert & Naylor, 2017)
- Centrophorus lusitanicus Bocage & Capello, 1864 – Portugese zwelghaai
- Centrophorus moluccensis (Bleeker, 1860) – Kleinvinzwelghaai
- Centrophorus seychellorum Baranes, 2003
- Centrophorus squamosus (Bonnaterre, 1788) – Schubzwelghaai
- Centrophorus tessellatus Garman, 1906 – Mozaïekzwelghaai
- Centrophorus uyato (Rafinesque-Schmaltz, 1810) – Kleine zwelghaai
- Centrophorus westraliensis White, Ebert & Compagno, 2008